# Мандрівник з Альтрурії
«Мандрівник з Альтрурії» (англ. A Traveler from Altruria) — фантастичний роман-утопія американського письменника Вільяма Діна Говеллза, де міститься критика тогочасних соціально-економічних стосунків американського суспільства. Спочатку видавався в журналі Cosmopolitan у 1893—1894 роках. К 1894 році вийшло перше книжкове видання. Продовження роман є епістолярний твір «Листи альтрурського мандрівника», але з комерційних міркувань випуск окремого видання затримався. Доопрацьований текст під назвою «Крізь вушко голки» з'явився у 1907 році.

## Зміст
Розповідь починається у затишного курортного поселення біля Бостону, куди відправляються місцеві багатії. Сюди прибуває Арістід Гомос, громадянин вигаданої країни Альтрурії, великої острівної держави десь на краю світу, який має намір подивитися «найпрогресивнішу країну світу».
З самого початку погляди гостя ставлять у тупик його господаря, модного письменника Твельфмо, від особи якого ведеться розповідь, та інших курортників. То альтрурець кидається допомогти носію на станції або дівчині офіціантці, і тоді оповідач неохоче визнає: так, в Америці усіляка праця почесна, однак є деякі заняття, які менш почесні, ніж інші, і джентльмени до них не опускаються. Гомос з подивом зауважує, що вечором на танцях світських панянкам не вистачає кавалерів, тоді як зовні, на веранді, стоять у вихідної одежі молоді фермери — значить, навіть на відпочинку, американці підпорядковується різниці у суспільному стані. Дрібницями побуту і повсякденної поведінки відбувається порівняння альтрурійського способу життя, який втілюється в доброзичливому і бездоганно ввічливому мандрівникові, і американського — до великої невигоди для останнього, хоча сам гість заявляє, що у нього на батьківщині усі вивчали «Декларацію незалежності США» і взагалі «Америка і Альтрурія фактично однакові».
Оманливо-наївні питання мандрівника з Альтрурії (наприклад: «на яких курортах відпочивають робітники?») та збентеження, до якого вони призводять американців, забавна конфліктність понятій, що виникає через те, що співрозмовники говорять на різних соціальних мовах, надають роману характеру невимушеної й дотепної літературної гри. Автор роману висміює бостонське суспільство, показуючи його духовну ницість, потуги на благодійність, малює образи бездушних світських дам.
Старанно обходячи гострі кути повчальності, властивої природі жанру, автор через бесіди-діалоги Арістіда Гомос з обраною публікою, простим людом, який представляє зразкова і освічена фермерська родина Кемпів, йде до кульмінації. Його погляди з боку приводить автора до думки про дисгармонію у суспільстві, про прірву між багатими (місіс Мейклі) і бідними (сім'ї Кемпів). Картини Америки, які постають очам Арістіда Гомоса, жахливі — розорені фермери кидають рідні місця і переселяються на Захід, в країні багато безробітних, профспілки не заохочуються, а страйки влада жорстоко придушує, в політиці панує корупція, все одержимі духом крамарювання, культура низька, а освіта не в пошані.
Лекції про Альтрурію, прочитані Гомосом, чому присвячуються останні глави (XI і XII) книги, викликають інтерес американських слухачів. Давши найкоротший популярний нарис історії людської цивілізації від ранньохристиянських коммунітарних громад до воцаріння Фонду, тобто капіталу, він переходить було до розбору економічного і політичного життя в умовах його панування, але тут лектора перериває старий фермер: про Америку ми і без вас знаємо — ви краще про Альтрурію розкажіть.
В Альтрурії пролетаріат на виборах домігся більшості в парламенті і змусив уряд провести націоналізацію ключових галузей економіки. Альтрурці відмовилися від багатьох винаходів, зроблених в епоху панування Фонду і старих егоїстичних порядків, залишивши тільки ті, які полегшують працю, а сама праця з підневільної перетворився на творчу. Згодом було скасовано гроші: люди зрозуміли, що «грошолюбство — це корінь усіх зол», завмерла торгівля, як заняття абсолютно марна, не творча. І, нарешті, настав час, коли «ніхто нічим не володів, але кожен мав право отримати те, що міг використовувати». Населення перейнялася духом доброзичливості, оздоровилися звичаї, чоловіки перестали торгувати совістю, а жінки тілом.
Єдине, чому служить альтрурець — це інтереси інших, тоді як інші служать його інтересам. Альтрурці перейнялися вченням Ісуса Христа і живуть за християнськими заповідями. Завдяки їм осягається сенс буття і долається страх смерті. Юілий прапор Альтрурії символізує добросусідство, в якому полягає сама суть альтруріанізма.
Більшість віддає перевагу землеробству, оскільки земля наближає до Бога, та й живуть альтрурці не людськими збіговиськами, які колись називалися містами, а в сільських населених пунктах, пов'язаних з культурними центрами та столицею Співдружності розгалуженою мережею електричних доріг. Трудова повинність — не в тягар, тому що фізична розминка корисна для здоров'я, і залишає багато часу для дозвілля і занять за індивідуальними нахилам. Точно так же «чиста», чиновницька робота не дає ніяких переваг перед іншими, і службовці змінюються щороку.

## Діючі особи
Головним є Арістід Гомос, альтрурець, ім'я кого походить від давньогрецького «Aristos» — найкращий і латинського слова "homos " — людина, а також рівний, однаковий.
Американців представлено лише за професіями — письменник, банкір, професор, священик, адвокат, доктор, фабрикант, але по ходу читання ми дізнаємося деякі імена, які так чи інакше сатирично пофарбовані:
- оповідач Твельфмо з англійської мови знать — формат книги в дванадцяту частку аркуша;
- банкір Булліон — злиток золота (срібла);
- професор Люмен — світило науки;
- безцеремонна і балакуча світська дама місіс Мейклі — діяльна;